# Frilandsmuseet Hjerl Hede

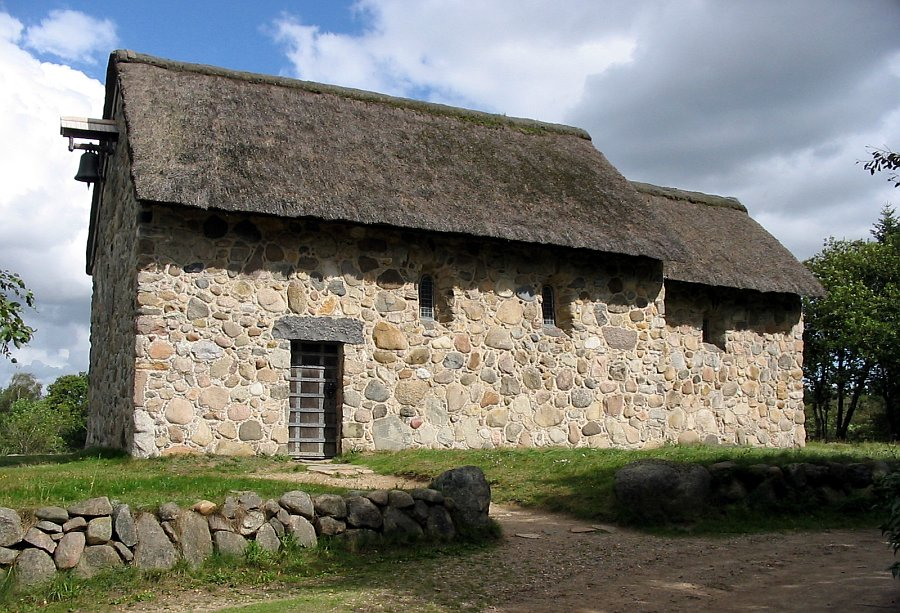
Kyrkan på Frilandsmuseet Hjerl Hede, en rekonstruktion av Tjørring Kirke i dess medeltida utseende

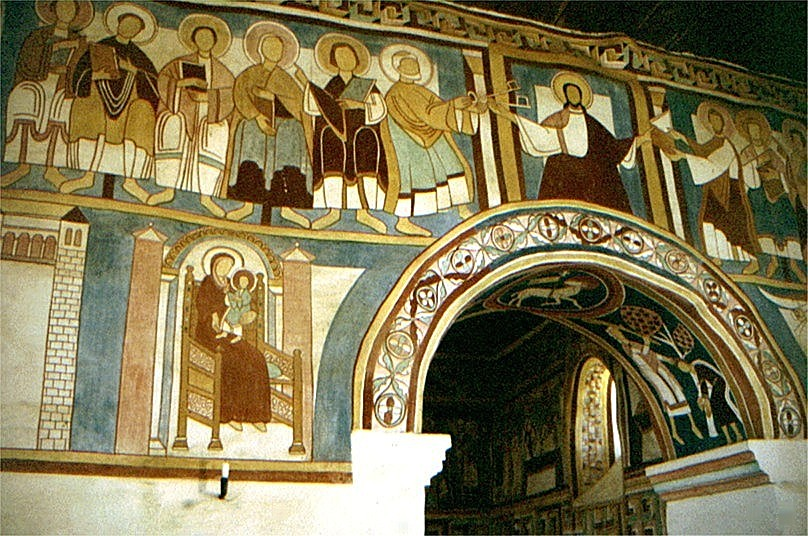
Kopia av Triumfvæggen från Råsted Kirke

Frilandsmuseet Hjerl Hede är ett danskt friluftsmuseum vid Vinderup mellan Skive, Struer och Holstebro i Västjylland. Frilandsmuseet inrymmer bevarade och rekonstruerade byggnader, äldre trädgårdar med blommor, fruktträd och nyttoväxter, äldre danska husdjursraser samt exempel på bruk av åkerjord, hedar, skog och mossar, som belyser livet på landsbygden i Danmark under perioden 1500–1900.

## Historik
Affärsmannen Hans Peter Hjerl Hansen (1870–1946) köpte 1910 Vadsøgaard med två stora partier av Jattrups och Hjelms hedar. Han var historiskt intresserad och köpte av detta skäl 1928 den gamla Vinkelgården från byn Vinkel öster om Viborg, vilken 1929 togs ned och flyttades till Hjerl Hede.
År 1930 inköptes stubbkvarnen från Frøslev, och 1931 smedjan från Vester-Kærby och en lada från Hejsager. Därmed var grunden lagd för ett friluftsmuseum och 1931 överlät Hjerl Hansen egendomen Hjerl Hede med alla byggnader till Hjerl-Fonden. Museet drevs som ett privat museum av Hjerl-Fonden till 1979, då det övergick till att bli en självägande institution.
År 2012 sammanslogs Frilandsmuseet Hjerl Hede med Holstebro Museum och Strandingsmuseum St. George till en organisation under namnet De Kulturhistoriske Museer i Holstebro Kommune.

## Byggnader
- Vinkelgården från 1545–1546, den äldsta bevarade bondgården i Danmark[2]
- Lada från Hajsager vid Haderslev, från omkring 1777
- Stubbkvarn från Frøslev på Sjælland, från 1778
- Vattenkvarn från Vesterby vid Vejle
- Bostadshus från Kvosted vid Viborg, från 1815
- Skolhus från Hinge vid Silkeborg, från 1823
- Hölada från Als, från 1632
- Fyrlängad gård från Västjylland
- Lada från Sorring vid Silkeborg, från omkring 1840
- Mejeri från Manø, från 1897
- Spruthus från Tybjerg på Sjælland, från omkring 1860
- Bykrogen från Skovsgårde på Fyn, omkring 1750
- Prästgårdens bostadshus från Nørre Aarslev vid Randers
- En rekonstruktion av en romansk kyrka från tidig medelålder med Tjørring Kirke som förebild och kalkmålerier med förebild i Råsted Kirke